# Polîvanivka, Mahdalînivka
Polîvanivka (în ucraineană Поливанівка) este localitatea de reședință a comunei Polîvanivka din raionul Mahdalînivka, regiunea Dnipropetrovsk, Ucraina.

## Demografie
Componența lingvistică a localității Polîvanivka
     Ucraineană (94,77%)
     Rusă (4,41%)
     Alte limbi (0,45%)
Conform recensământului din 2001, majoritatea populației localității Polîvanivka era vorbitoare de ucraineană (94,77%), existând în minoritate și vorbitori de rusă (4,41%).